# Stanisław Styrczula (oficer)

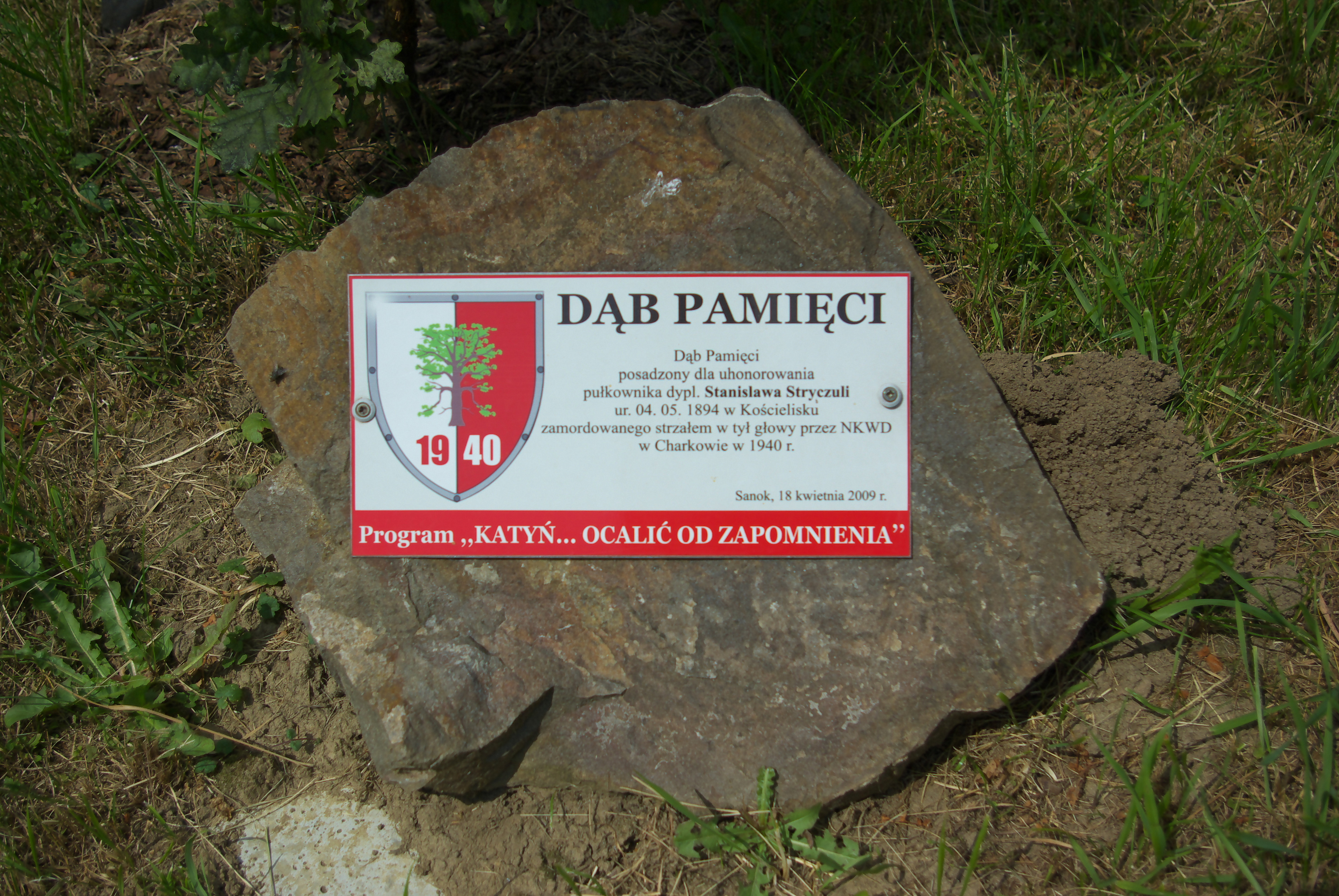
Kamień przy Dębie Pamięci honorującym Stanisława Styrczulę w Sanoku.

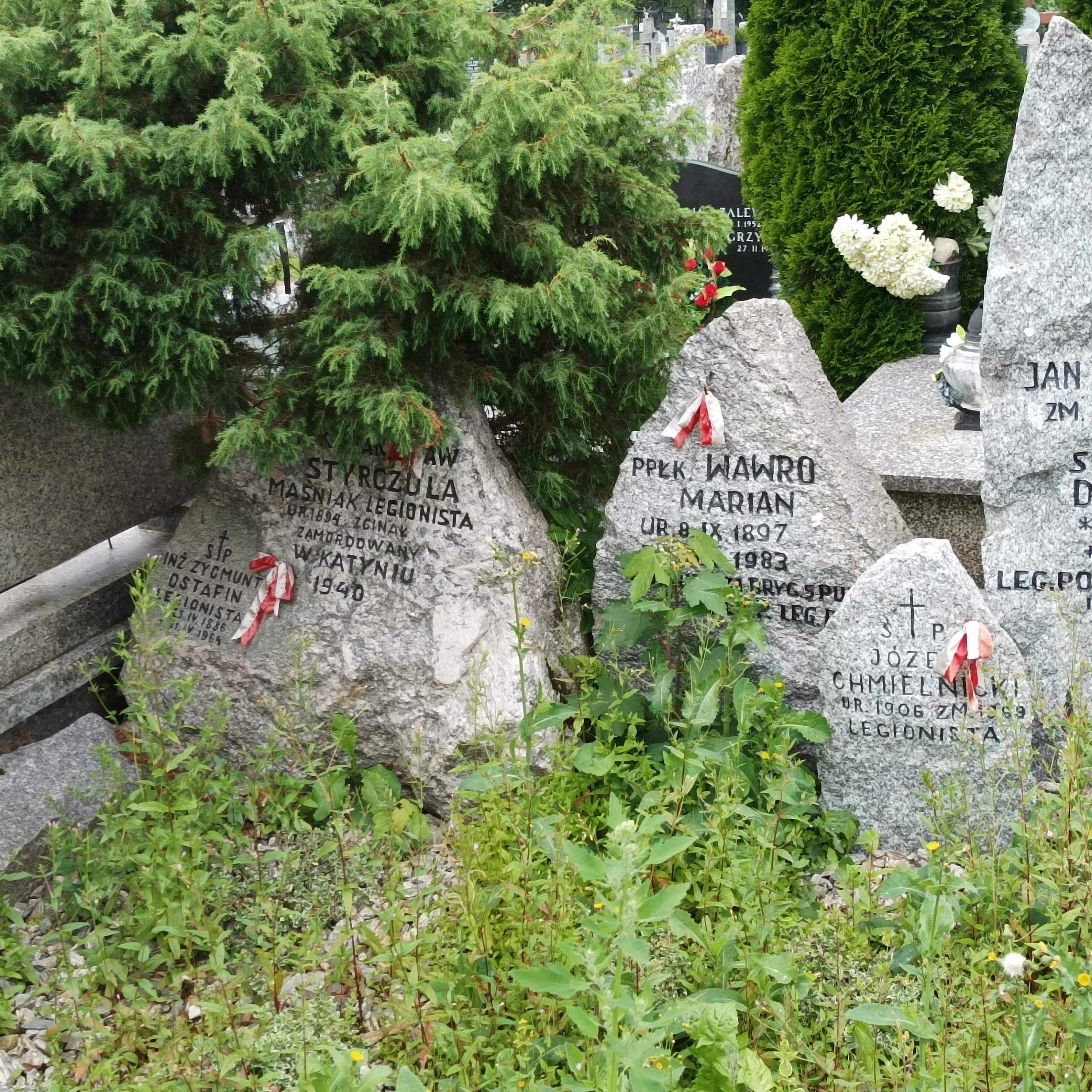
Grób symboliczny Stanisława Styrczuli na Nowym Cmentarzu w Zakopanem.

Stanisław Styrczula (ur. 4 maja 1894 w Kościelisku, zm. wiosną 1940 w Charkowie) – podpułkownik piechoty Wojska Polskiego, działacz niepodległościowy, kawaler Orderu Virtuti Militari, ofiara zbrodni katyńskiej.

## Życiorys
Syn Andrzeja (1852–1919) i Reginy z Marusarzów (1856–1931) urodzony 4 maja 1894 w Kościelisku. Ojciec był rolnikiem i muzykantem, a matka zajmowała się gospodarstwem i tkactwem artystycznym. Miał trzech braci: Jana (ur. 1876), Stanisława (1890–1892), Andrzeja (1891–1953) i dwie siostry: Antoninę (ur. 1883) i Agnieszkę (ur. 1885). Ukończył szkołę ludową w Kościelisku, następnie od 1907 do 1914 uczył się w Gimnazjum Męskim w Nowym Targu. Rozpoczął studia na Wydziale Prawa Uniwersytetu Jagiellońskiego. Od 1913 należał do Drużyn Podhalańskich w Nowym Targu.
Po wybuchu I wojny światowej wstąpił do Legionów Polskich 6 września 1914. Po przeszkoleniu w okolicach Zakopanego został przydzielony do 2 kompanii 3 pułku piechoty. Brał udział w całym szlaku bojowym jednostki walczącej na froncie karpackim (pod Mołotkowem, pod Rafajłową, pod Zieloną). Później przeniesiony do 4 pułku piechoty. W lipcu 1915 zdał wojenny egzamin dojrzałości, w tym samym roku był słuchaczem szkoły dla podchorążych, którą ukończył 27 lipca 1915. Następnie został przydzielony do III batalionu uzupełniającego, a w końcu listopada został przydzielony do nowo utworzonego 6 pułku piechoty. Razem z pułkiem został przydzielony do III Brygady Legionów Polskich. Brał udział w walkach nad Styrem i Stochodem na Wołyniu w latach 1916–1917, szedł na czele ataku pod stacją Maniewicze (za ten ostatni czyn bojowy został później odznaczony Orderem Virtuti Militari). W maju 1916 z wynikiem celującym ukończył Szkołę Chorążych Legionów i został awansowany do stopnia chorążego, a 1 stycznia 1917 został awansowany do stopnia podporucznika. 24 września 1917, po kryzysie przysięgowym, został wcielony do armii austro-węgierskiej. Służył w niej do 10 sierpnia 1918, w 8 Brygadzie Górskiej, Szkole Oficerów Rezerwy i 70 pułku piechoty.
W listopadzie 1918 wstąpił do Wojska Polskiego. Służył w 25 pułku piechoty jako adiutant i dowódca kompanii. 6 czerwca 1919, po ukończeniu kursu adiutantów sztabowych, został przydzielony z macierzystego pułku do Dowództwa 7 Dywizji Piechoty na stanowisko oficera sztabu. Uczestniczył w wojnie polsko-bolszewickiej. Z dniem 15 lipca 1924 został przydzielony z Dowództwa 7 DP do 25 pp. Pełnił obowiązki dowódcy batalionu, a 12 marca 1926 został zatwierdzony na stanowisku oficera przysposobienia wojskowego. 3 maja 1926 prezydent RP nadał mu stopień majora ze starszeństwem z dnia 1 lipca 1925 i 38. lokatą w korpusie oficerów piechoty. W 1928 był komendantem obwodu Przysposobienia Wojskowego. 5 listopada 1928 został przeniesiony do kadry oficerów piechoty z równoczesnym przeniesieniem służbowym do Dowództwa Okręgu Korpusu Nr IV w Łodzi na stanowisko kierownika referatu. 31 marca 1930 został przeniesiony do 74 pułku piechoty w Lublińcu na stanowisko dowódcy batalionu, a 9 września 1932 przeniesiony do Centrum Wyszkolenia Piechoty w Rembertowie na stanowisko wykładowcy. Prezydent RP nadał mu stopień podpułkownika ze starszeństwem z 1 stycznia 1936 i 10. lokatą w korpusie oficerów piechoty. Później został przeniesiony do 2 pułku strzelców podhalańskich w Sanoku na stanowisko I zastępcą dowódcy pułku.
27 sierpnia 1939, w czasie mobilizacji, został mianowany dowódcą rezerwowego 164 pułku piechoty. Na jego czele walczył w kampanii wrześniowej pod Sandomierzem, Annopolem i Janowem Lubelskim. 16 września 1939 ranny w nogę został odwieziony do szpitala w Janowie, a następnie został odesłany do szpitala we Lwowie. Po agresji ZSRR na Polskę i zajęciu miasta przez najeźdźców sowieckich pułkownik w mundurze oficerskim opuścił szpital, po czym zaginął bez wieści. Został aresztowany przez Sowietów i przewieziony do obozu w Starobielsku. Wiosną 1940 został zamordowany przez funkcjonariuszy NKWD w Charkowie i pogrzebany w bezimiennej mogile zbiorowej w Piatichatkach, gdzie od 17 czerwca 2000 mieści się oficjalnie Cmentarz Ofiar Totalitaryzmu w Charkowie. Figuruje na Liście Starobielskiej NKWD pod poz. 3105.
Jego żoną była Janina, z domu Hoppe (w 1939 wybrana radną rady miejskiej w Sanoku), z którą miał dwóch synów, Andrzeja (ur. 1929) i Kazimierza (ur. 1930). Prawnukiem Stanisława Styrczuli jest Kamil Zaradkiewicz.

## Ordery i odznaczenia
- Krzyż Srebrny Orderu Wojskowego Virtuti Militari nr 5969 – 17 maja 1922[29]
- Krzyż Niepodległości – 6 czerwca 1931 „za pracę w dziele odzyskania niepodległości”[30][31]
- Krzyż Walecznych czterokrotnie – 1922[4]
- Złoty Krzyż Zasługi – 1938 „za zasługi na polu pracy społecznej”[32]
- Srebrny Krzyż Zasługi – 3 sierpnia 1928 „za zasługi na polu przysposobienia wojskowego i wychowania fizycznego”[33][34]
- Medal Pamiątkowy za Wojnę 1918–1921[4]
- Medal Dziesięciolecia Odzyskanej Niepodległości[4]
- Medal za Długoletnią Służbę[4]
- Krzyż Pamiątkowy 6 pułku piechoty Legionów Polskich

## Upamiętnienie
Symboliczny grób Stanisława Styrczuli znajduje się w Kwaterze Legionistów na Nowym Cmentarzu w Zakopanem przy ul. Nowotarskiej. Ponadto jest wymieniony na tablicy pamiątkowej ofiar zbrodni katyńskiej umieszczonej w katedrze polowej Wojska Polskiego w Warszawie.
5 października 2007 minister obrony narodowej Aleksander Szczygło mianował go pośmiertnie na stopień pułkownika. Awans został ogłoszony 9 listopada 2007 w Warszawie, w trakcie uroczystości „Katyń Pamiętamy – Uczcijmy Pamięć Bohaterów”.
18 kwietnia 2009, w ramach akcji „Katyń... pamiętamy” / „Katyń... Ocalić od zapomnienia”, w tzw. Alei Katyńskiej na Cmentarzu Centralnym w Sanoku został zasadzony Dąb Pamięci Stanisława Styrczuli.
15 sierpnia 2011 poświęcono tablicę upamiętniającą Stanisława Styrczulę przy kościele św. Kazimierza parafii pod tym wezwaniem w rodzinnym Kościelisku.